# Пастернак, Евгения Борисовна
Евгения Борисовна Пастернак (род. 6 мая 1972, Минск) — белорусская писательница.

## Биография
Родилась и живёт в Минске, выпускница средней школы № 16 Минска и физического факультета БГУ.
Первая книга — «Компьютер для женщин» выдержала несколько переизданий. Затем последовала вторая книга в том же стиле «Интернет для Женщин», ставшая не менее популярной, но менее скандальной и противоречивой.
После этого Евгения переключилась на написание художественной литературы, в основном в соавторстве с Андреем Жвалевским. В 2009 году по первому роману их совместного цикла «М + Ж» вышел одноимённый фильм. Позднее в соавторстве также была написана книга «Время всегда хорошее».
Лауреат литературных премий «Алые паруса» и «Заветная мечта» за книгу «Правдивая история Деда Мороза», премии Алиса (2010) и Книгуру сезона 2010—2011 года за «Время всегда хорошее», премии Книгуру сезона 2011—2012 за сборник «Шекспиру и не снилось». Финалист премий им. Крапивина и им. Михалкова.
15 июня 2017 года в РАМТ состоялась премьера спектакля «Я хочу в школу» по одноимённой повести Жвалевского и Пастернак. С 2018 года в Белорусском ТЮЗ идет спектакль «З нагоды мёртвых душ» по книге Жвалевского и Пастернак «Смерть Мертвым Душам!».

## Семья
Отец — Борис Натанович Пастернак, журналист.

## Литературные премии
- 2008 — Премия «Алые паруса» и Заветная мечта (премия) в номинации «Малая премия» за книгу «Правдивая история Деда Мороза» (в конкурсах книга участвовала под названием «Откуда взялся Дед Мороз и почему он никуда не денется».
- 2010 — Премия «Алиса» («Время всегда хорошее»)
- 2011 — Премия «Книгуру» (3-е место) («Время всегда хорошее»)
- 2012 — Финал премии «Ясная Поляна» («Время всегда хорошее»), Премия «Книгуру» (2-е место) («Шекспиру и не снилось»), финал премии имени Михалкова («Я хочу в школу»)
- 2013 — Международная детская литературная премия имени В. П. Крапивина, «Смерть Мёртвым Душам»[10]
- 2015 — Премия «Размышления о Маленьком Принце»
- 2017 — «Русская премия» в номинации «Малая проза» («Открытый финал»)

Кроме того, книги Жвалевского и Пастернак неоднократно становились победителями читательских конкурсов: «Нравится детям Ленинградской области», «Нравится детям Белгородской области» Архивная копия от 5 февраля 2020 на Wayback Machine, «Книга года: выбирают дети» и других.

## Фотогалерея

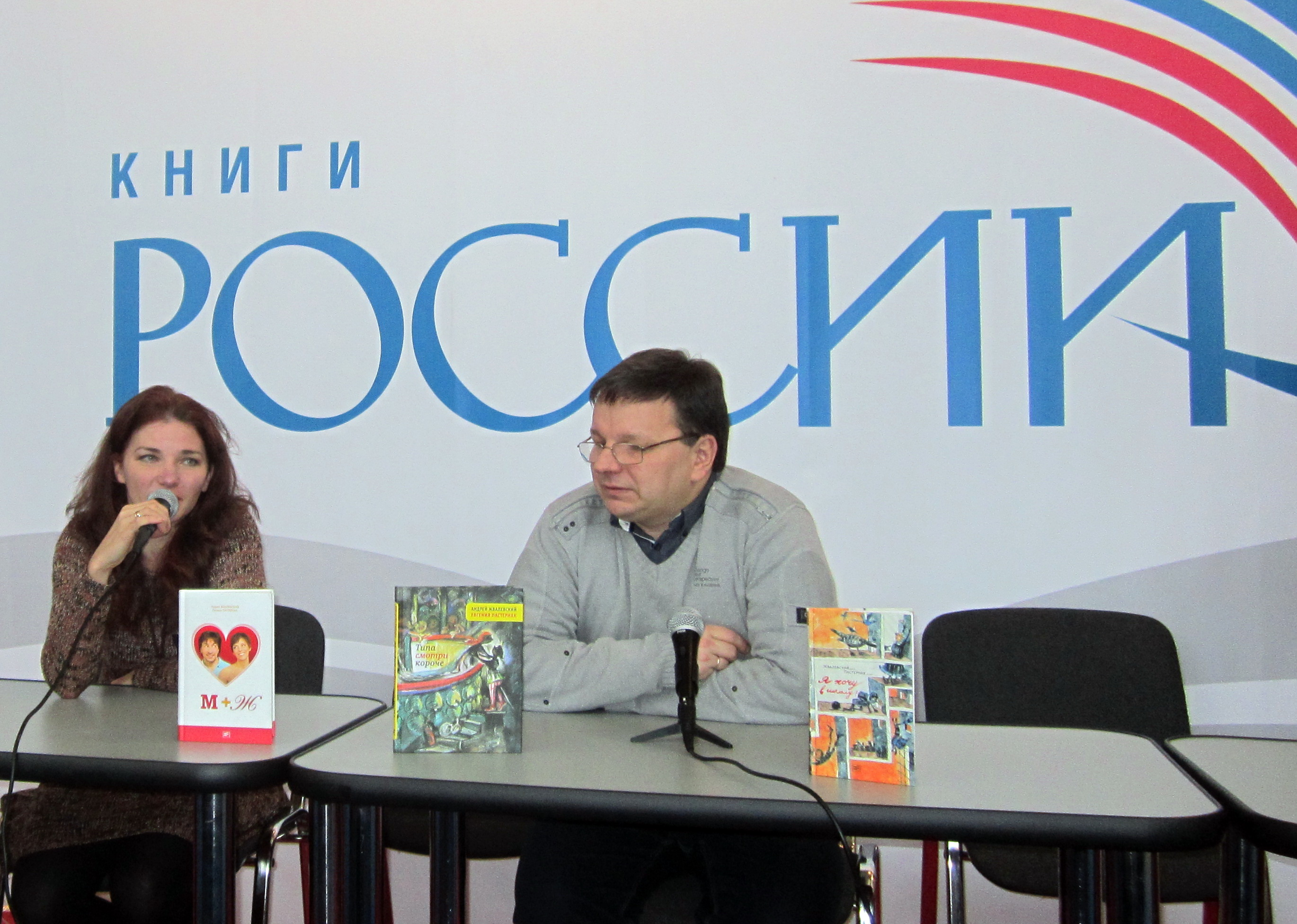
Евгения Пастернак и соавтор Андрей Жвалевский. Встреча с читателями. XX Международная книжная ярмарка (Минск, 2013 г.)
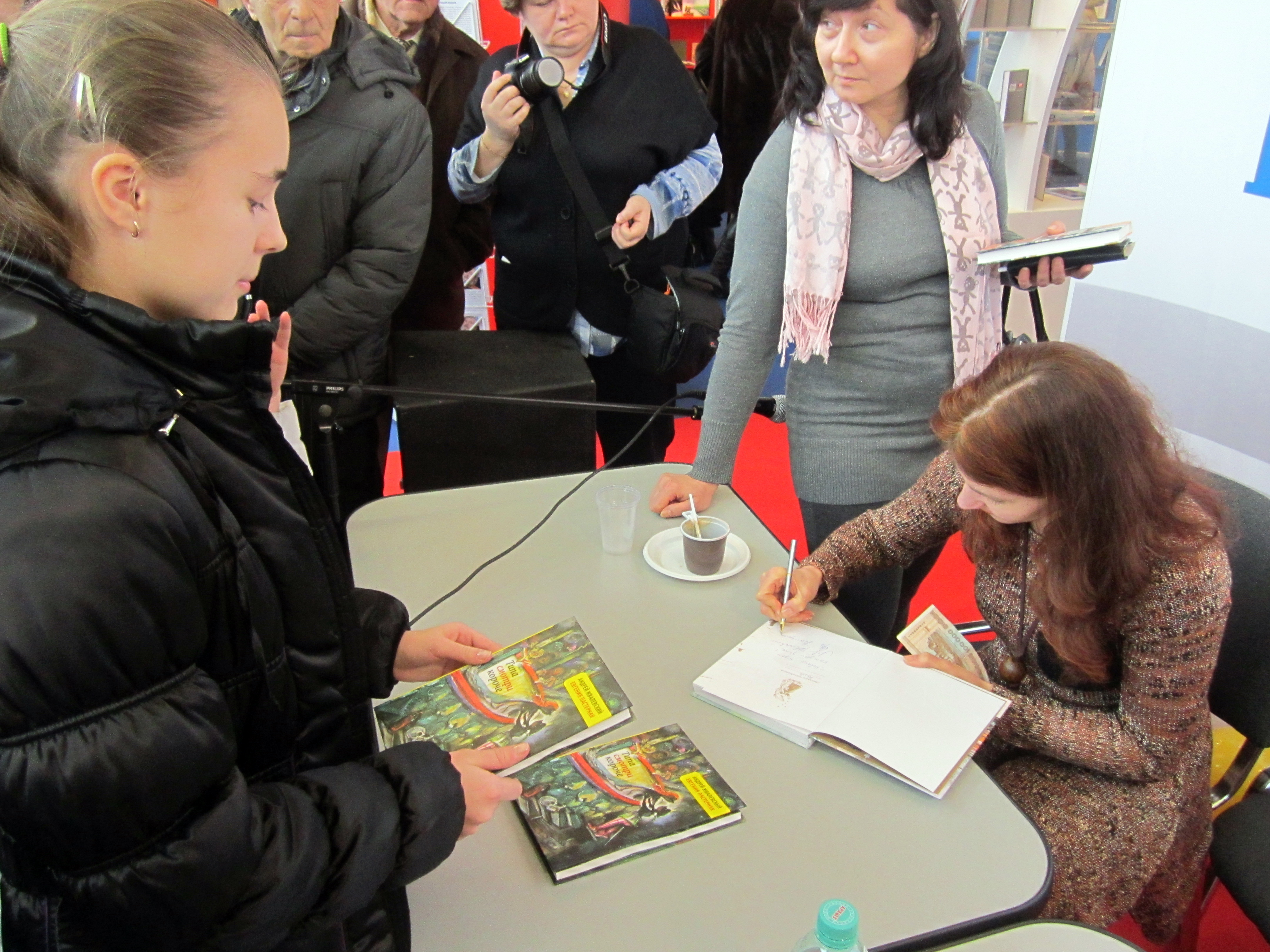
Раздача автографов